# Ptychoptera
Ptychoptera is een geslacht van insecten uit de familie van de glansmuggen. Ze worden gekenmerkt door een glad, glanzend, grotendeels zwart uiterlijk. De lange poten hebben harige "sporen" aan de tibia. In de vleugels zijn vaak zwarte banden aanwezig. 
De wetenschappelijke naam van het geslacht werd voor het eerst geldig gepubliceerd in 1803 door Johann Wilhelm Meigen.
Er zijn wereldwijd ruim 80 soorten beschreven in dit geslacht.

## Soorten
- Ptychoptera africana Alexander, 1920
  - = Ptychoptera schoutedeni Alexander, 1956
- Ptychoptera agnes Krzeminski & Zwick, 1993 c g
- Ptychoptera albimana (Fabricius, 1787) c g
- Ptychoptera alexanderi Hancock, Marcos-Garcia & Rotheray, 2006 c g
- Ptychoptera alina Krzeminski & Zwick, 1993 c g
- Ptychoptera annandalei Brunetti, 1918 c g
- Ptychoptera bannaensis Kang, Yao & Yang, 2013
- Ptychoptera bellula Alexander, 1937 c g
- Ptychoptera camerounensis Alexander, 1921 c g
- Ptychoptera capensis Alexander, 1917 c g
- Ptychoptera chalybeata Alexander, 1956 c g
- Ptychoptera circinans Kang, Xue & Zhang, 2019[3]
- Ptychoptera clitellaria Alexander, 1935 c g
- Ptychoptera coloradensis Alexander, 1937 i c g
- Ptychoptera contaminata (Linnaeus, 1758)
  - = Tipula contaminata Linnaeus, 1758
  - = Ptychoptera maculata Macquart, 1834
- Ptychoptera daimio Alexander, 1921 c g
- Ptychoptera deleta Novak, 1877
  - = Ptychopterula deleta (Novák, 1877)
- Ptychoptera delmastroi Zwick & Stary, 2002 c g
- Ptychoptera distincta Brunetti, 1911 c g
- Ptychoptera eocenica Podénas, 2007[4]
- Ptychoptera emeica Kang, Xue & Zhang, 2019[3]
- Ptychoptera formosensis Alexander, 1924 c g
- Ptychoptera garhwalensis Alexander, 1959 c g
- Ptychoptera gutianshana Yang & Chen, 1995 c g
- Ptychoptera handlirschi (Czizek, 1919) c g
- Ptychoptera helena (Peus, 1958) c g
- Ptychoptera hugoi Tjeder, 1968 c g
- Ptychoptera ichitai Nakamura & Saigusa, 2009 c g
- Ptychoptera ichneumonoidea Alexander, 1946 c g
- Ptychoptera japonica Alexander, 1913 c g
- Ptychoptera javensis Alexander, 1937 c g
- Ptychoptera kosiensis Stuckenberg, 1983 c g
- Ptychoptera kyushuensis Nakamura & Saigusa, 2009 c g
- Ptychoptera lacustris Meigen, 1830 c g
- Ptychoptera lenis Osten Sacken, 1877 c g
- Ptychoptera lii Kang, Yao & Yang, 2013
- Ptychoptera longicauda (Tonnoir, 1919) c g
- Ptychoptera longwangshana Yang & Chen, 1998 c g
- Ptychoptera lucida Kang, Xue & Zhang, 2019[3]
- Ptychoptera lushuiensis Kang, Yao & Yang, 2013
- Ptychoptera madagascariensis Alexander, 1937 c g
- Ptychoptera malaisei Alexander, 1946 c g
- Ptychoptera matongoensis Alexander, 1958 c g
- Ptychoptera mesozoica Kalugina, 1989
- Ptychoptera metallica Walker, 1848 i c g
- Ptychoptera minor Alexander, 1920 i c g
- Ptychoptera minuta Tonnoir, 1919 c g
- Ptychoptera miocenica (Cockerell, 1910)
  - = Bittacomorpha miocenica Cockerell, 1910
- Ptychoptera monoensis Alexander, 1947 i c g
- Ptychoptera obscura (Peus, 1958) c g
- Ptychoptera osceola Alexander, 1959 c g
- Ptychoptera pallidicostalis Nakamura & Saigusa, 2009 c g
- Ptychoptera paludosa Meigen, 1804 c g
- Ptychoptera pauliani Alexander, 1957 c g
- Ptychoptera pectinata Macquart, 1834 c g
- Ptychoptera pendula Alexander, 1937 i c g
- Ptychoptera perbona Alexander, 1946 c g
- Ptychoptera persimilis Alexander, 1947 c g
- Ptychoptera peusi Joost, 1974 c g
- Ptychoptera praescutellaris Alexander, 1946 c g
- Ptychoptera qinggouensis Kang, Yao & Yang, 2013
- Ptychoptera quadrifasciata Say, 1824 i c g b
  - = Ptychoptera rufocincta Osten Sacken, 1860
- Ptychoptera ressli Theischinger, 1978 c g
- Ptychoptera robinsoni Alexander, 1957 c g
- Ptychoptera sculleni Alexander, 1943 i c g b
- Ptychoptera scutellaris Meigen, 1818 c g
- Ptychoptera separata Kang, Xue & Zhang, 2019[3]
- Ptychoptera sikkimensis Alexander, 1965 c g
- Ptychoptera silvicola Zwyrtek & Rozkosny, 1967 c g
- Ptychoptera subscutellaris Alexander, 1921 c g
- Ptychoptera sumatrensis Alexander, 1936 c g
- Ptychoptera surcoufi (Seguy, 1925) c g
- Ptychoptera takeuchii Tokunaga, 1938 c g
- Ptychoptera tibialis Brunetti, 1911 c g
  - = Ptychoptera atritarsis Brunetti, 1911
- Ptychoptera townesi Alexander, 1943 i c g b
- Ptychoptera uelensis Alexander, 1928 c g
  - = Ptychoptera basilewskyi Alexander, 1955
  - = Ptychoptera hopkinsi Edwards, 1932
  - = Ptychoptera stuckenbergi Alexander, 1956
- Ptychoptera uta Alexander, 1947 i c g
- Ptychoptera wangae Kang, Yao & Yang, 2013
- Ptychoptera yamato Nakamura & Saigusa, 2009 c g
- Ptychoptera yankovskiana Alexander, 1945
- Ptychoptera yasumatsui Tokunaga, 1939 c g

Bron: i = ITIS, c = Catalogue of Life, g = GBIF, Bugguide.net.

### In België en Nederland waargenomen soorten[5][6]
- Ptychoptera albimana
- Ptychoptera contaminata
- Ptychoptera lacustris
- Ptychoptera longicauda
- Ptychoptera minuta
- Ptychoptera paludosa
- Ptychoptera scutellaris